# Бен (певец)
Бен (нем. Ben, полное имя: Бернхард Альбрехт Маттиас Лассе Блюмель, нем. Bernhard Albrecht Matthias Lasse Blümel; род. 15 мая 1981, Берлин, Германия) — немецкий поп-певец, телеведущий и актёр.

## Карьера
Успеха в музыкальном творчестве Бен впервые достиг в 2002 году с песней «Engel», которую он исполнял совместно с певицей Джим Киллиан. В 2003 Бен был награждён премиями McMega Music Award, Goldenen Stimmgabel и Bravo Otto. Следом Бен выпустил ещё несколько синглов, в том числе совместно с Nena и немецким музыкальным проектом Zeichen der Zeit. В 2005 году Бен выпустил собственный сингл «Manchmal». Также был ведущим музыкального шоу The Dome и Toggo Music. В 2005-2006 вёл программу Bravo TV на канале ProSieben.
В 2007 Бен вместе с датской певицей Кейт Халл выпустил четыре сингла: «Bedingungslos», «Du bist wie Musik», «Zwei Herzen» и «Ich lieb dich immer noch so sehr». С 2006 по 2008 Бен и Кейт были обручены, при этом продолжали выступать совместно и сняли несколько клипов. Песня «Du bist wie Musik» стала саундтреком к фильму Уолта Диснея «Классный мюзикл: Каникулы», хотя в самом фильме не прозвучала. Английская версия песни «You Are The Music In Me» исполнялась в фильме Заком Эфроном и Ванессой Хадженс.
В 2006 Бен участвовал как рассказчик в канадско-французском фильме «Белая планета», в 2007 участвовал в телепрограмме Let's Dance Again с профессиональной танцовщицей Кристин Дек. В том же году поддерживал фонд Бертельсманн и проводимую ими компанию Vorbilder bilden, написав песню «Einmalig», вошедшую в сборник Bedingungslos. В 2008 Бен принял участие в программе WunderBar канала RTL. С 2009 вёл программу KIKA LIVE, транслируемую детским каналом KI.KA (март-октябрь 2009 — совместно с Таней Майрхофер, с января 2010 — с Джессикой Лангер). В январе 2010 участвовал в качестве гостя в программе Das perfekte Promi-Dinner (в России — Званый ужин). В том же году Бен принимал участие в программе Sat.1 Eine wie keine. В 2012 входил в состав жюри Конкурса песни Евровидение 2012 в Баку.